# Kaning
Kaning ist ein Ortsteil der Gemeinde Radenthein im Bezirk Spittal an der Drau in Kärnten. Die Ortschaft hat 479 Einwohner (Stand 1. Jänner 2024).

## Lage
Kaning liegt auf 900 bis 1500 Meter Seehöhe nördlich des Hauptortes am Südrand der Nockberge.

## Kultur und Sehenswürdigkeiten

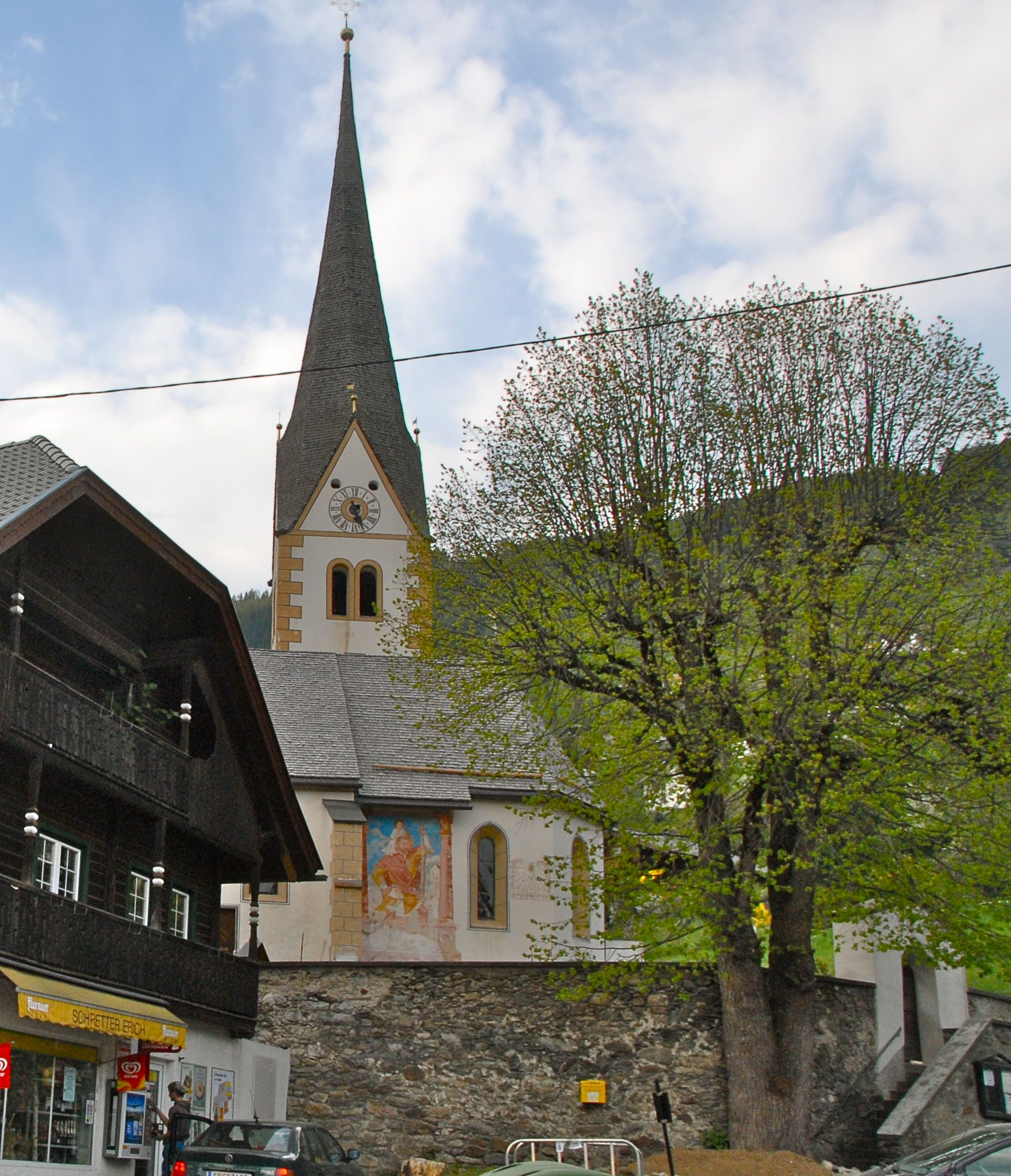
Pfarrkirche Kaning

- Katholische Pfarrkirche Kaning hl. Johannes der Täufer
- Der Kaninger Mühlen- und Kneippwanderweg, ein familienfreundlicher Wanderweg mit vielen besichtigungswerten Flodermühlen.
- Das Türkhaus, ein Volkskundemuseum und Veranstaltungshaus.[2]
- Das Langalmtal, ein beliebtes Wanderziel und 14–15 Etappe des Alpe Adria Trails.[3]
- Der Biosphärenpark Nockberge. Das Langalmtal führt direkt in die Nockberge, von wo aus der Rosennock, Pfannock, Mallnock und der Predigerstuhl über Wanderwege zugänglich sind.[4]
- In der Region bekannt ist der örtliche Männergesangverein Kaning.

## Söhne und Töchter des Ortes
- Josef Huber (1852–1921), österreichischer Politiker, Kärntner Landtagsabgeordneter